# 시모쿠로카와촌
시모쿠로카와촌(下黒川村)은 니가타현 나카쿠비키군에 있던 촌이다. 

## 역사
- 1889년 4월 1일 -정촌제 시행에 의해 나카쿠비키군 시모쿠로카와촌이 성립하였다.
- 1955년 3월 1일 - 가키자키정,  구로카와촌, 구로이와촌과 합병해, 가키자키정이 신설되어 소멸하였다.

## 참고문헌
- 『市町村名変遷辞典』東京堂出版、1990年。